# Ultimo
Der Ultimo (Betonung Último, von italienisch (a) dì ultimo ‚(am) letzten Tag‘ und lateinisch ultimo ‚am Letzten‘) ist im Bankwesen der letzte Bankarbeitstag eines Monats. An diesem Tag erfolgt meist der Rechnungsabschluss der Bank sowie die Zinskapitalisierung. Analog wird auch vom Quartals- beziehungsweise Jahresultimo, seltener auch vom Tages- oder Wochenultimo gesprochen. Man sagt, dass z. B. eine Zahlung am Ultimo, per ultimo oder einfach ultimo geleistet wird.
An der Börse laufen limitierte Börsenaufträge (wenn keine andere Laufzeit vorgegeben wurde) typischerweise am nächsten Ultimo aus.